# Manuel Quintín Lame
Manuel Quintín Lame Chantre (Popayán, Cauca, 26 de octubre de 1880-Ortega, Tolima 7 de octubre de 1967) fue un líder indígena colombiano. Participó en la guerra de los Mil Días y La Violencia bipartidista colombiana, caracterizandose por sus luchas en defensa de los pueblos indígenas.

## Biografía
Fue hijo de Mariano Lame y Dolores Chantre (el padre de origen nasa, la madre de origen Pueblo Polindara) quienes vivían con sus seis hijos en un pequeño fundo que ocupaban en calidad de terrazgueros en la Hacienda La Polindara (mediante la terrazguería, práctica común en el Cauca, el indígena adquiría la obligación de pagar con días de trabajo no remunerado, el derecho a sembrar una parcela en tierras que se consideraban propiedad de una hacienda). En la guerra de 1885, su hermana Licenia, muda, fue violada. En la Guerra de los Mil Días, su hermano Feliciano fue mutilado. En 1901 fue enrolado por el ejército conservador y marchó a Panamá, donde valoró como justa la lucha indígena del rebelde Victoriano Lorenzo.
Hablante de español y nasa, católico versado en las leyes de los blancos pero también en la cosmovisión y los saberes de sus mayores, identidades, preceptos, costumbres, y leyes. Aprendió a leer y escribir durante su vida militar, donde también comenzó a empaparse de las cuestiones de la ley. En eso, fue esencialmente autodidacta, por ejemplo leyendo libros como "El abogado en su casa", un manual de derecho para la gente del común.

## Trayectoria política
“Nosotros los indios somos la riqueza de la Nación, y la vida de las ciudades y pueblos”
Manuel Quintín Lame. Luz indígena en Colombia.

En 1901 fue enrolado por el ejército conservador y se casó con Benilda León, con quien tuvo a Lucinda. En 1906 murió su esposa. En 1911 se casó con Pioquinta León y comenzó un movimiento de los indígenas. En 1914 viajó a Bogotá a estudiar las cédulas reales de los resguardos y se presentó en el Congreso.
Con el tiempo, Quintín Lame fue ganando legitimidad, respaldo, entre grandes sectores de las comunidades indígenas de ciertas zonas del país: fue nombrado jefe y representante de un importante número de cabildos indígenas lo cual le generó problemas con los terratenientes y autoridades locales y departamentales del Cauca quienes lo veían como una amenaza.  
Sus postulados políticos fueron:  
“1. Defensa de las parcialidades y oposición militante a las leyes de división y repartición de las mismas;
2. Consolidación del Cabildo indígena como centro de autoridad y base de su organización;
3. Recuperación de las tierras perdidas a manos de los terratenientes, y desconocimiento de todos los títulos que no den base en cédulas reales;
4. Liberación de los terrazgueros, mediante la negación a pagar terraje, o cualquier otro tributo personal; y.
5. Afirmación de los valores culturales indígenas y rechazo a la discriminación racial y cultural a que son sometidos los indios colombianos” (Castillo 1971, xviii).
En 1914 planeó un levantamiento en Cauca, Huila, Tolima y Valle para constituir una República de indígenas, pero fue arrestado. Los arrestos siguieron pero el movimiento creció hasta una verdadera guerra racial.
Estuvo preso más de 100 veces; en 1915 por un año (o 9 meses, de acuerdo con otras versiones) en el que estuvo encadenado e incomunicado; en 1917 por cuatro años. Fue una de las estrategias, según algunos autores, para aislarlo de la base indígena y reducir su influencia. Por sus conocimientos de derecho, él asumió su propia defensa durante las muchas veces que debió enfrentarse a la justicia.
"Desconfiaba de los abogados blancos y se consideraba a sí mismo con la inteligencia suficiente para enfrentar cara a cara a sus enemigos y salir victorioso en los estrados de la justicia", dice la historiadora Luz Ángela Núñez Espinel en su artículo "Quintín Lame: mil batallas contra el olvido".
Estudiando la ley el líder indígena encontró la forma de anular las enajenaciones de tierras de resguardos. Tomó el derecho y lo dio vuelta sobre sí mismo, hizo un uso contrahegemónico de la letra de la ley.
Su firma tenía esa caligrafía propia del siglo XIX y terminaba en un firulete, que en su caso tenía todas las características de un pictograma indígena. La estampaba en los memoriales que escribía y enviaba a las autoridades, a la Justicia, para defender los derechos de los indígenas; lo bajaban en balsa por río hasta donde hubiera tren y de allí seguía a Bogotá a hacer sus reclamos.
En una visita a la capital, en 1924, lo entrevistaron para el diario El Espectador. Le preguntaron si creía que las autoridades lo iban a atender y respondió: 

"Hace cuatro siglos que esperamos ser atendidos, y a pesar de ello aún confiamos".
Manuel Quintín Lame

El presidente no lo atendió. Le tocó hablar con otro funcionario.
En 1931 fue nuevamente encarcelado, cuando la violencia política llegó hasta San José de Indias. En esa oportunidad fueron masacrados 17 indígenas del lugar, mientras otros 37 quedaron heridos. Manuel Quintín Lame fue conducido a la cárcel de Ortega, donde fue sometido a torturas y malos tratos durante los dos años de su permanencia en prisión. Al salir pudo apreciar de cerca los estragos de la violencia y el estado de postración en que habían sumido a las comunidades indígenas. Siguió entonces su labor de defensa de los derechos indígenas por la vía legal, hasta que en 1938 pareció coronar el éxito, al decretar el gobierno la restitución de los resguardos de Ortega y Chaparral. En 1939 las autoridades municipales, incitadas por los hacendados, se negaron a reconocer la reintegración de los resguardos y, además, gravaron las propiedades indígenas con el impuesto catastral.
El libro "Los pensamientos del indio que se educó en las selvas colombianas" de su autoría fue dictado a Florentino Moreno, esta obra fue terminada en 1939 y apenas salió publicado bajo el título "En defensa de mi raza", impreso en 1971. 
En 1942, participó en una conferencia del Instituto Etnológico Nacional. Regresó a Ortega y desde allí continuó dirigiendo sus memoriales a las distintas autoridades, hasta poco antes de su muerte.
Quintín Lame murió  el 7 de octubre de 1967; murió de vejez en el Tolima, en una situación económica no muy buena, pero rodeado y ayudado por la gente.

## Influencias
El descubrimiento de Quintín Lame por la academia y su redescubrimiento por los movimientos sociales del país a comienzos de la década de 1970. La figura del líder indígena empezó a ser reivindicada durante las décadas de 1970 y 1980 por diversos sectores sociales, tales como el Partido Comunista, el Comité de Defensa del Indio, el Consejo Regional Indígena del Cauca (CRIC), la Organización Nacional Indígena de Colombia (ONIC), la Asociación Nacional de Usuarios Campesinos (ANUC), el Movimiento Armado Quintin Lame y sectores influidos por la teología de la liberación.

"Una columna formará el día de mañana un puñado de indígenas para reivindicar sus derechos"
Manuel Quintín Lame

Inspiró la creación del Movimiento Armado Quintin Lame, la primera guerrilla indígena de América Latina en 1985 hasta su desmovilización en 1991.
Tras la desmovilización del Quintín Lame, se da su participación en la Asamblea Nacional Constituyente que promulgó la Constitución Política de 1991 contribuyó a que las problemáticas indígenas fueran discutidas y varios derechos étnicos fueran reconocidos en la Carta magna. Promoviendo importantes cambios para la comunidad indígena en Colombia, siendo el reconocimiento a partir de la Constitución, el de su identidad y los derechos derivados de su cultura,  surge la Alianza Social Indígena como fuerza política que al día de hoy se mantiene en el escenario nacional, donde participa en el debate político de los grandes temas del país.
Aún hoy en las zonas en las que se movió de los departamentos del Cauca, el Tolima y el Huila, lo siguen llamando "el jefe", "el líder".  
En 2017 fue presentado al Congreso Colombiano el Proyecto de Ley Manuel Quintín Lame.

## Obras
- “Luz indígena en Colombia”,
- “Las luchas del indio que bajó de la montaña al valle de la civilización”
- “En defensa de mi raza”
- “Los pensamientos del indio que se educó dentro de las selvas Colombianas”.
- El derecho de la mujer indígena (1927/ 1973)
- La bola que rodó en el desierto (1967/73)

## Filmografía
- Quintín Lame, Raíz de los Pueblos (2015). Documental de Pedro Pablo Tattay. Producido por Inti Jimena Martínez.[9]